# Pradollano
Pradollano är en ort i Spanien.   Den ligger i provinsen Provincia de Granada och regionen Andalusien, i den södra delen av landet, 400 km söder om huvudstaden Madrid. Pradollano ligger 2 078 meter över havet och antalet invånare är 278.
Terrängen runt Pradollano är bergig åt sydost, men åt nordväst är den kuperad. Runt Pradollano är det glesbefolkat, med 12 invånare per kvadratkilometer. Närmaste större samhälle är Zubia, 16,6 km väster om Pradollano. Trakten runt Pradollano är ofruktbar med lite eller ingen växtlighet.